# Papo de Cinema
Papo de Cinema é um website brasileiro de base de dados sobre cinema, disponibilizando notícias, matérias, premiações, listas temáticas, entrevistas, podcasts e catálogo geral de filmes, atores e diretores. Foi criado e desenvolvido pelo crítico de cinema Robledo Milani, ex-comunicador do Grupo RBS, que atua como editor-chefe. É considerado um dos maiores veículos online especializados na sétima arte do Brasil.

## História
Com sede em Porto Alegre, o site foi lançado em 2009 como um portal para a divulgação de críticas de cinema, assim como cobertura de festivais e premiações. Em 2017, com mudança de layout, logotipo e funcionalidades, o site expandiu suas funções, visando aumentar a interatividade com o público e a oferta de novidades e atualizações ao seu leitor. Em janeiro de 2019, o site ultrapassou a marca de mais de um milhão de visualizações por mês. Com esse resultado, a página se consolidou entre os dez maiores veículos online especializados na sétima arte do Brasil. Em 2020, o site lançou o podcast Papo de Cinema, disponível em todas as plataformas de streaming. 
Presente nos principais festivais de cinema do país, o site possui um ambiente para que os leitores consigam acompanhar as críticas inéditas, notícias de última hora e entrevistas exclusivas. Dentre os festivais que o Papo de Cinema realiza cobertura anual, incluem o Festival do Rio, Mostra de Cinema de SP, Mostra de Cinema de Tiradentes, Festival de Brasília, Festival de Gramado, Grande Prêmio do Cinema Brasileiro e outros. Entre os artistas internacionais que já foram entrevistas pela equipe do Papo de Cinema incluem Charlie Hunnam, Darren Aronofsky, Jared Leto, Michael Bay, Laurent Cantet, Nina Dobrev, Octavia Spencer, Tom Holland, Luca Guadagnino, Michel Hazanavicius e Vin Diesel.
O site é o responsável pela organização e divulgação do Prêmio Guarani de Cinema Brasileiro, que ocorre desde 1996. A comissão de indicação é composta por mais de quarenta profissionais da crítica cinematográfica, que convidam mais críticos para a fase de seleção dos ganhadores.